# Muxtar Äblyazov
Muxtar Qabılulı Äblyazov (in kazako Мұхтар Қабылұлы Әблязов?; in russo Мухтар Кабулович Аблязов?, Muchtar Kabulovič Abljazov; Vannovka, 16 maggio 1963) è un imprenditore e politico kazako, dissidente dal governo autoritario del Paese.
Ex banchiere e politico, è divenuto oggetto di investigazioni da parte della Corte suprema del Regno Unito per l'accusa di essersi appropriato indebitamente di miliardi di dollari dalla BTA Bank tra il 2005 e il 2009. Inoltre, gli è stata inflitta una pena restrittiva per non aver ottemperato a un ordine con cui l'Alta corte ingiungeva di rivelare quale fosse la sua reale consistenza patrimoniale.
Nel settembre 2020, Ablyazov ha ottenuto lo status di rifugiato politico in Francia. Nel gennaio 2021 è stato condannato in contumacia dal Tribunale di Mosca a 15 anni per avere sottratto sino al 2009, insieme ai suoi ex collaboratori, 787 milioni di dollari dalla BTA Bank.

## Biografia

### Giovinezza e istruzione
Ablyazov è nato nel villaggio di Vannovka nella regione del Kazakistan meridionale, al tempo in cui il Kazakistan faceva parte dell'Unione Sovietica. Suo padre, Qabyl Ablyazov, (nato nel 1935), lavorava come ingegnere ed era insegnante in una scuola tecnica.  Sua madre, Rauza Tolebergnova, (nata nel 1940), era una bibliotecaria.  Da bambino, amava leggere libri e giocare a scacchi. Ablyazov ha studiato in una scuola di lingua russa, la Lomonosov Regional School, nella sua città natale. Lavorava anche in parte come caricatore in una fattoria rurale di notte.
All'età di 17 anni, Ablyazov voleva diventare un professore. Ha frequentato l'Università Statale Alma-Ata dove in seguito si è trasferito all'Istituto di Ingegneria Fisica di Mosca durante il suo secondo anno. Lì, Ablyazov si è laureato nel 1986 e ha conseguito una laurea in fisica teorica.. Dopo la laurea, ha lavorato come ricercatore junior presso l'Università Nazionale Kazaka. Nel 1990, ha effettuato studi è stato iscritto a studi post-laurea presso l'Istituto di ingegneria e fisica di Mosca.

## Carriera
La carriera come imprenditore ha avuto inizio in Kazakistan nel 1992, quando Äblyazov fondò la Astana Holding, una holding privata impegnata in più settori.
Nel 1998, insieme a un consorzio di investitori kazaki, acquisì quote della Banca TuranAlem (poi divenuta nota come BTA Bank) mediante la partecipazione a un'asta indetta per la privatizzazione di un capitale di 72 milioni di dollari.

### Ministro dell'Energia e dell'Industria
Nel 1997 Äblyazov aveva ricevuto l'incarico di guidare la compagnia elettrica di stato del Kazakihstan e nel 1998 fu nominato Ministro dell'energia, dell'industria e del commercio del suo paese.
Äblyazov è stato descritto da Radio Free Europe/Radio Liberty (RFE/RL) come "parte di una nuova leva generazionale" di cui Nursultan Äbişulı Nazarbaev, presidente del Kazakistan, “sperava di servirsi nel portare la sua nazione, ricca di risorse, alla ribalta del XXI secolo”. Ma dopo pochi anni, “ Äblyazov a gli altri avevano rotto i ranghi, adducendo a motivo il disincanto per la corruzione endemica che prosperava nelle cerchie che si muovevano attorno a Nazarbaev”.

### Opposizione politica al governo kazako
Nel novembre 2001, Äblyazov e altri suoi colleghi, compresi alcuni delusi tra i protetti di Nazarbaev, fondarono insieme la Scelta Democratica del Kazakistan (Demokraticheskii Vybor Kazakhstana o Qazaqstannyn Demokratiyalyk Tandau), un movimento politico di opposizione che sfidò il regime di Nazarbayev. La DCK era composta da una combinazione tra politici già in auge e importanti uomini d'affari e rivendicava istanze di decentramento del potere politico, un forte potere legislativo, e un potere giudiziario indipendente, in modo da assicurare il bilanciamento del potere concentrato nelle mani del ramo esecutivo. Questa iniziativa di opposizione, secondo RFE/RL, “si attirò in breve la collera del regime.”

### Arrestato per abuso
Nel luglio 2002, Äblyazov fu dichiarato colpevole di “abuso di potere compiuto in qualità di ministro” e condannato a sei anni di prigione. Una condanna detentiva colpì anche Ğalymjan Jaqiyanov e Altynbek Sársenbaev, suoi compagni di cordata politica, sedicenti riformatori, ed ex protégé di Nazarbaev.
Molti osservatori internazionali, tra cui il Parlamento europeo e Amnesty International, hanno definito le accuse nei confronti di Äblyazov come motivate politicamente. Il procedimento giudiziario da lui subito non rispettava gli standard internazionali richiesti per un equo processo.
Circolano anche voci secondo cui Äblyazov, durante la detenzione, sia stato oggetto di torture, pestaggi e altri maltrattamenti In risposta alla pressione della comunità internazionale fu rilasciato dopo dieci mesi, nel maggio 2003, a condizione, però, che rinunciasse all'attività politica.
Una sorte diversa subirono i suoi due compagni: Jakiyanov, a differenza di Äblyazov, rifiutò il perdono. Sársenbaev, rilasciato dalla prigione, divenne leader di Ak Zhol, un partito di opposizione, e morì assassinato nel 2006.

### Presidente della BTA Bank
Äblyazov si spostò a Mosca nel 2003 per ricostruire i suoi rapporti d'affari e nel 2005 divenne presidente del consiglio di amministrazione della BTA Bank.
Dopo l'uscita da prigione, stando a quel che si dice, Äblyazov avrebbe speso “milioni di dollari per finanziare gruppi di opposizione e mass media indipendenti.” RFE/RL cita Evgenij Žovic, leader del Kazakistan International Bureau for Human Rights and Rule of Law, secondo cui “Nazarbaev, in un certo qual modo, si era sentito tradito” da Äblyazov e dagli altri, dal momento che “pensava di aver dato loro spazio per arricchirsi, diventare persone in vista, di fare carriera nell'apparato statale o in affari, mentre loro lo avevano sfidato. Quando perdonò Äblyazov nel 2003 e gli permise di tornare a occuparsi dei suoi affari in cambio della promessa di non occuparsi più di politica, Nazarbaev, naturalmente, si sentì tradito due volte”.
Durante i periodi trascorsi in Russia e in Kazakistan, Äblyazov è stato preso di mira da tentativi di assassinio mentre suo figlio subì un tentativo di rapimento mentre era a scuola.

### Gestione della BTA Bank e accuse di truffa

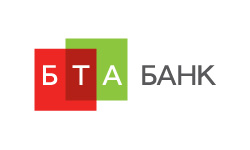
Logo della BTA Bank

#### Politica espansiva della BTA Bank
Äblyazov ha ricoperto la carica di presidente del CdA della BTA Bank dal 2005 al 2009. Durante questo periodo, la banca crebbe rapidamente. In tempi di crisi economica globale perseguì un'ambiziosa strategia espansiva con una crescita sul versante dei prestiti. L'espansione del ramo creditizio non fu accompagnata, però, da un'equivalente crescita dei depositi bancari, il che generò una situazione patrimoniale su cui gravava un rischio latente di insolvenza. Tra il 2003 e il 2007, i crediti insoluti della BTA crebbero del 1.100%. Secondo Chris Hardman, il capo del collegio legale della banca fu «una delle più grandi frodi aziendali che il mondo abbia mai visto».

#### Accuse di frode
Il 24 marzo 2009, appena dopo il suo arrivo a Londra, la BTA Bank intraprese contro di lui un procedimento legale presso la Corte suprema del Regno Unito, all'interno di un accordo di ristrutturazione con i propri creditori per recuperare asset patrimoniali di cui Äblyazov si sarebbe indebitamente appropriato all'epoca della sua gestione della BTA Bank. Già ad agosto 2009 l'Alta corte ha riconosciuto un fumus sufficiente per decidere il congelamento di tutti i beni di Äblyazov e la confisca del passaporto.

### Nel Regno Unito
A settembre 2009, un fondo sovrano kazako, Samruk-Kazyna, immise ingenti capitali nella BTA Bank nel tentativo di salvaguardarne la solvibilità, diventando così il suo azionista di maggioranza Poco prima dell'operazione del fondo Samruk-Kazyna Äblyazov aveva lasciato il Kazakistan per Londra.
Nel 2010, la Russia emise nei suoi confronti un mandato di arresto sotto l'accusa di quattro capi d'imputazione per reati finanziari e lo ha inserito in una lista di ricercati internazionali.
Äblyazov è stato oggetto di sette azioni legali presso la Corte suprema britannica per un totale di 3,7 miliardi di dollari (2,26 miliardi di sterline).
Nel mese di ottobre 2010, Äblyazov perse una battaglia legale per sottrarre i suoi beni da un regime di amministrazione controllata. La sentenza arrivò dopo che Justice Teare aveva stabilito che non si poteva fare affidamento sul fatto che Äblyazov non avrebbe dissipato i suoi beni prima del processo
Äblyazov argomentò, in sua difesa, dopo l'assunzione del controllo della BTA Bank da parte del fondo Samruk-Kazyna, nel febbraio 2009, era “il momento culminante della campagna del President Nazarbayev e dei suoi alleati per strappargli la proprietà e il controllo [della BTA] ”.
Un giudice dell'Alta corte, e una giuria della Corte d'appello, tuttavia, hanno messo in dubbio questa tesi difensiva. Nell'ottobre 2010, Maurice Kay, Lord Justice of Appeal, stabilì, in una sentenza della corte d'appello, che non trovava “in alcun modo sorprendenti” le preoccupazioni di Justice Teare sull'onestà di Äblyazov in quelle faccende.
Il comitato investigativo del Ministero degli interni russo ha emesso un mandato di cattura per l'arresto di Äblyazov in Russia, paese nel quale è stato imputato di reati finanziari, compresa una truffa da 5 miliardi di frode e lo ha inserito in una lista di ricercati internazionali.
Nel mese di febbraio 2011, Äblyazov perse la causa legale in cui chiedeva il rigetto delle pretese della BTA Bank, dopo che un giudice dell'Alta corte aveva stabilito che non poteva farsi scudo delle sue affermazioni su un complotto presidenziale ordito ai suoi danni per allontanare da sé l'accusa di appropriazione indebita di una somma di almeno 4 miliardi di dollari. Il giudizio stabiliva che: “le pretese provengono dalla banca. Non sono pretese del governo del Kazakhstan, del quale si dice aver avuto un ruolo nel determinare la nazionalizzazione [della BTA Bamk] in spregio alle regole del diritto internazionale e ai diritti umani”.
In una lettera datata maggio 2011, Äblyazov accusava Nazarbaev e il suo consigliere Bulat Utemuratov di essere i reali proprietari di una quota del 48.73% del capitale azionario di KazZink, una società di cui, all'epoca, Glencore International stava pianificando l'acquisizione. Äblyazov scriveva che “nel 2005-2009, quando Mr. Utemuratov mi stava ricattando per conto di” Nazarbaev, esigendo una partecipazione nel capitale di BTA Bank, “egli mi chiese di trasferire le azioni alle società che ora detengono il controllo di KazZink”. Äblyazov disse di aver testimoniato a tal proposito davanti a una corte londinese. Ad Äblyazov fu garantito asilo politico nel Regno Unito nel luglio 2011, un riconoscimento del fatto di dover fronteggiare una persecuzione politica in caso di rimpatrio in Kazakhstan.
La richiesta di estradizione proveniente dal Kazakistan fu ignorata. Secondo il The Daily Telegraph, il governo kazako minacciò di punire le società britanniche assegnando contratti vantaggiosi alla Cina nel caso in cui la Gran Bretagna avesse fornito asilo politico ad Äblyazov.
All'inizio del 2012, le autorità kazake cercarono di provare l'implicazione di Äblyazov in un presunto complotto terroristico. Secondo un report informativo, un'“ovvia ragione per cercare di incastrare Äblyazov” era costituita dal fatto che “a differenza di altre figure politiche in esilio, egli vanta ancora una presenza in Kazakistan attraverso i legami con un gruppo di opposizione e con testate informative locali”. Secondo lo stesso report, l'accusa era stata “architettata per macchiare la sua reputazione – e anche quella dei suoi partner – agli occhi della comunità internazionale”, oltre a fornire “un utile diversivo per l'imbarazzo in cui si trovava il governo dopo l'uso della violenza fatto nella città occidentale di Jañaözen, nel dicembre [2011], quando le forze di polizia erano state accusate di aver aperto il fuoco sui manifestanti, uccidendo 14 persone e ferendone oltre 100”. Il report affermava che “le autorità sembrano far la posta ad Ablyazov per neutralizzarne la capacità di esercitare qualsiasi influenza in Kazakstan”.
Nel novembre 2012, una corte britannica ha ingiunto a Muxtar Äblyazov di pagare 1,63 miliardi di dollari (1,02 miliardi di sterline), oltre agli interessi maturati. La corte ha anche disposto "contro Mr. Äblyazov nuovi blocchi post-giudizio di beni per un ammontare illimitato e nuovi ordini di blocco in relazione ad alcuni altri imputati".

I giudici inglesi lo condannano a 22 mesi di carcere per oltraggio alla corte, sequestrandogli proprietà edilizie per 3.7 miliardi dollari nella capitale, fra le quali un immobile da 25 milioni di dollari a nord di Londra, sua abitazione dotata di nove camere da letto con un bagno turco. Nei fatti contestati, vi fu anche un prestito da 45 milioni a una società delle British Virgin Islands, creata l'anno precedente con 5.000 dollari di capitale e un amministratore unico di Cipro.

### In Francia
Poco tempo dopo Äblyazov ha lasciato il Regno Unito. In seguito all'emissione di un mandato di cattura internazionale dell'Interpol su richiesta di Russia, Kazakhstan e Ucraina, Äblyazov viene arrestato in una villa a Mouans-Sartoux (Francia) il 31 luglio 2013, dopo che pochi mesi prima sua moglie e sua figlia erano state espulse dall'Italia in seguito a un raid della polizia orientato a catturare anche Äblyazov stesso. Dopo vari gradi di giudizio, la richiesta di estradizione di Äblyazov da parte del Kazakhstan è stata definitivamente autorizzata col giudizio della Cassazione il 12 ottobre 2015, e si attende dunque che il governo francese prenda una decisione.
La banca BTA, che reclamava 6 miliardi di dollari, grazie ad una squadra di investigatori privati era riuscita a rintracciare la sua legale ucraina Tyshchenko in Costa Azzurra, dove si era trasferita da Londra poche ore prima.

Il 31 luglio 2013, Ablyazov viene tratto in arresto dalla Gendarmerie nationale mentre si nascondeva a Cannes.

### Il caso italiano
Nel 2004, il socio in affari e compagno di caccia morì nel corso di una battuta venatoria contro i lupi del sud del Kazakistan, ferito dal colpo sparato per errore da un jeep nei paraggi. Ablyazov in pochi mesi salì al vertice della banca. Sposato con Alma Şalabaeva da cui ebbe dei figli, dall'autunno del 2012 entrambe le donne si erano spostate dalla Lettonia in Italia, dove la figlia Alua aveva iniziato a frequentare una scuola nei dintorni di Roma a sei anni.
Il caso diplomatico fra Italia e Kazakistan nasceva da una truffa valorizzata nel 2009 in complessivi 10 miliardi dollari, e che interessava otto banche italiane. A fronte dei 6 miliardi reclamati dalla BTA a Londra nel 2013 e delle condanne per 1,63 miliardi di dollari inflitte nel novembre 2012, l'Italia ha subito perdite per 250 milioni. Nel 2007, l'Unicredit di Profumo aveva acquisito l'Astana Bank, terzo istituto di credito nel Paese kazako.
La permanenza delle due donne in Italia è stata funestata da un evento controverso che ha avuto luogo nella notte tra il 28 e il 29 maggio 2013, in una villetta nei pressi di Casal Palocco, nell'Agro Romano.
Quella notte, la villa in cui erano ospitate le due donne ha subito un'irruzione da parte di un gruppo di 50 persone, solo in seguito rivelatasi una squadra di agenti e funzionari in borghese della DIGOS e della Squadra mobile della Polizia di Roma, allertati da un'informativa dell'ambasciata del Kazakistan su una possibile presenza di Äblyazov in quel luogo. I poliziotti non avrebbero trovato Äblyazov, ma solo le due donne, entrambe ospiti di Venera, sorella di Alma, e del marito di lei. Gli agenti avrebbero poi trasferito la donna in un Centro di identificazione ed espulsione, contestando l'autenticità  del documento esibito, un passaporto emesso dalla Repubblica Centrafricana e riportante il cognome (Ayan) che la donna portava da nubile.
In circostanze ancora non ufficialmente chiarite si sarebbe poi dato corso, con le procedure semplificate della legge Bossi-Fini, all'espulsione delle due donne dall'Italia e al loro rimpatrio in Kazakistan, con partenza dall'aeroporto di Roma-Ciampino, dove sarebbero state imbarcate "in fretta e furia [...] su un aereo privato noleggiato dal governo del Kazakhstan e diretto nella capitale Astana".
Muxtar Äblyazov, attraverso un'intervista al quotidiano La Stampa pubblicata venerdì 5 luglio 2013, ha fatto pervenire un appello personale al premier italiano Enrico Letta affinché fossero chiarite le circostanze dell'episodio. In risposta all'appello, il Presidente del Consiglio dei ministri ha promesso, a nome del governo da lui guidato, di voler far piena luce sui risvolti dell'intera vicenda, avviando un'inchiesta interna.
Il premier ha dichiarato di aver chiesto dapprima delucidazioni al ministro dell'Interno e vicepremier Angelino Alfano in una conversazione privata. In seguito, dopo la pubblicazione dell'intervista alla Stampa del 5 luglio, non avendo ancora ottenuto risposta dal ministro, ha dichiarato di aver reiterato la richiesta, formulandola in pubblico.
La vicenda ha messo in grave imbarazzo istituzionale il governo: lo stesso Ministro degli esteri, Emma Bonino, ha definito la vicenda come foriera di una "figura miserabile" per l'Italia, della quale, peraltro, si dichiara essere stata completamente all'oscuro fino a quando non ne ha avuto conoscenza in seguito alle segnalazioni di alcuni attivisti dei diritti umani e alle rivelazioni della stampa anglosassone successive alla denuncia sporta dagli avvocati dell'uomo politico.
La stampa anglosassone ha collegato esplicitamente i risvolti oscuri della vicenda ai buoni rapporti che l'Italia ha costruito nel tempo con il governo di Nursultan Äbişulı Nazarbaev, suggellati dall'amicizia personale con l'ex premier Silvio Berlusconi.
Ma Silvio Berlusconi non è l'unico politico italiano ad avere rapporti con Nursultan Nazarbayev. Un articolo pubblicato a marzo 2013 da Spiegel International punta i riflettori sul legame tra l'ex premier Romano Prodi e il dittatore kazako. Prodi percepisce onorari annuali che raggiungono le sette cifre in quanto ufficialmente membro dell'International Advisory Board di Nazarbaev. I due si incontrano diverse volte ogni anno nella capitale kazaka Astana e, coincidenza, l'ultimo incontro tra Prodi e Nazarbayev risale al 23 maggio, una settimana prima del blitz che ha portato all'espulsione della moglie e della figlia del dissidente kazako.
Il 18 luglio 2013 l'Alto commissariato delle Nazioni Unite per i diritti umani ha condannato l'espulsione dall'Italia della moglie e della figlia del dissidente kazako Muxtar Äblyazov, spingendosi a riscontrare una similitudine con la pratica illegale della "extraordinary rendition".

### La rivolta in Kazakistan del 2022
Secondo le fonti è il leader delle proteste contro il governo kazako.